# Sesquipedalofobia
La sesquipedalofobia (lat. sesqui, voz usada en composiciones para denotar unidad y media, lat. pedalis, del pie, y gr. phobia, temor) es un miedo irracional a la lectura o pronunciación de palabras largas o complicadas.
Se caracteriza por una aversión o un especial nerviosismo al momento de entrar en discusiones en las que se utilicen palabras largas o de uso poco común (especialmente conversaciones científicas, médicas, técnicas ...), así como por el hecho de intentar evitar palabras extrañas al vocabulario coloquial. Esta fobia puede ser causada por el miedo a pronunciar incorrectamente la palabra, ya que esto representa para la persona una posibilidad de quedar en desventaja o ser visto como alguien débil ante sus iguales.